# Der Wahn ist kurz
Der Wahn ist kurz ist ein deutsches Stummfilmmelodram aus dem Jahre 1918 von Walter Schmidthässler mit Maria Fein in der Hauptrolle.

## Handlung
Gabriele verdient sich ihren Lebensunterhalt als Blumenverkäuferin. Unlängst hat sie sich in den Studiosus Ernst Vogler verliebt, der seine Ferien auf dem Lande bei seinem Onkel verbringt. Als sich die beiden Liebenden eines Tages verabschieden müssen, hoffen sie auf ein baldiges Wiedersehen. Während der Zeit der Trennung lernt Gabriele den Bonhomme Frank Sylvester kennen, der ihr eine so ganz andere, viel größere Welt zeigen kann. Da sie glaubt, dass Frank sehr vermögend sein muss, will sie sich von Ernst trennen und schreibt ihm daher einen Abschiedsbrief. Voglers Onkel ist derweil verstorben, hat aber Ernst kaum etwas hinterlassen. Dafür stöbert der Student im familieneigenen Sekretär ein Vermögen auf, das einst dem Urgroßvater gehört hatte. Nun ist Ernst Vogler zwar reich, hat aber seine Liebste an jenen Herrn Sylvester verloren.
Für Gabriele erweist sich die geschlossene Ehe mit Frank alles andere als ein Hort des Glücks. Erst kommt sie einer ominösen geschäftlichen Verbindung ihres Gatten mit einer anderen Frau auf die Spur, dann beginnt auch noch beider gemeinsames Kind stark zu kränkeln. Sie nimmt ihren Sohn mit aufs Land und will sich dort von einem Arzt helfen lassen, der einst ihr Verehrer war. Dem Kind kann er nicht helfen, es stirbt. Daraufhin eilt Gabriele zu ihrem Mann in die Stadt zurück. Doch dieser ist auf den Hund gekommen und wurde als Falschspieler entlarvt. Wie in derlei Kreisen zu jenen Zeiten üblich, zieht er die Konsequenz aus diesem Ehrverlust und bringt sich um. Vogler aber, der inzwischen approbierter Arzt ist, rettet der jetzt auch noch unter einer schweren Augenkrankheit leidenden Gabriele durch eine Operation das Sehvermögen, und die beiden finden so wieder zusammen.

## Produktionsnotizen
Der Wahn ist kurz entstand in den letzten Wochen des deutschen Kaiserreichs im Luna-Film-Atelier in Berlins Friedrichstraße 224, passierte im Dezember 1918 und wurde wenig später uraufgeführt. Die Länge betrug 1054 Meter, verteilt auf vier Akte.

## Kritik
„Der Wahn ist kurz ist ein sehr feines Sujet mit Maria Fein in der Hauptrolle. Liebesroman natürlich! – Gut bearbeitet und glänzend inszeniert wirkt das Stück effektvoll und vornehm. Maria Fein ist eine so geschlossene Persönlichkeit, daß ihr Spiel packt und hinreißt. Der Stoff äußerst interessant, die Technik hervorragend...“